# 사쿠마 가쓰유키
사쿠마 가쓰유키(일본어: 佐久間勝之, 1568년 ~ 1634년 12월 31일)는 아즈치모모야마 시대부터 에도 시대 전기까지의 무장, 다이묘이다. 히타치 호조 번주, 시나노 나가누마 번 초대 번주를 지냈다.
오다씨의 가신 사쿠마 모리쓰구의 사남으로 태어났다. 어머니는 시바타 가쓰이에와 남매였으며 한때 외숙 가쓰이에의 양자로도 지냈다. 이후 삿사 나리마사의 데릴사위로도 지내다가 다시 본성인 사쿠마씨로 복성하였다.
|  | 히타치 호조 번 번주 (사쿠마가) 1607년 ~ 1615년 | 후임 막부직할령(홋타 마사히데) |

|  | 제1대 나가누마 번 번주 (사쿠마가) 1615년 ~ 1634년 | 후임 사쿠마 가쓰토모 |